# Иванов, Сергей Владимирович (политик)
Сергей Владимирович Иванов (род. 26 октября 1969, Томск, Томская область, РСФСР, СССР) — российский партийный и политический деятель. Депутат Государственной думы IV, V, VI и VII созывов, член счётной комиссии Госдумы, член комитета Госдумы по государственному строительству и законодательству. Член фракции ЛДПР.

## Биография
В 1992 году получил высшее педагогическое образование, окончив исторический факультет Томского государственного университета им. В. В. Куйбышева. Служил в Вооружённых Силах РФ. После демобилизации из армии работал на Алма-Атинском опытно-механическом заводе токарем, позже работал учителем истории в школе. В 1990-х вступил в ЛДПР, с 1996 по 1999 год являлся руководителем Курской областной организации ЛДПР, с 1999 по 2003 год являлся координатором Белгородской городской организации Либерально-демократической партии России.
В декабре 2003 года баллотировался в Госдуму по спискам ЛДПР, в результате распределения мандатов избран депутатом Государственной думы РФ IV созыва.
В декабре 2007 года повторно выдвигался в Госдуму в составе списка ЛДПР, по итогам выборов стал депутатом Государственной думы V созыва.
В марте 2011 года возглавил список кандидатов на выборах в Курскую областную думу, по результатам выборов был избран депутатом, но от мандата отказался.
В декабре 2011 года выдвигался в Госдуму по спискам ЛДПР, в результате был избран депутатом Государственной думы VI созыва.
В сентябре 2016 года избран депутатом Государственной думы VII созыва в составе списка ЛДПР.
В сентябре 2018 года внес в Госдуму проект «Дуэльного кодекса РФ», заявив, что его вдохновило видеообращение главы Росгвардии Виктора Золотова к Алексею Навальному, в котором Золотов вызвал оппозиционера на дуэль. Вскоре он отозвал этот свой законопроект
Сергей Иванов выступал против поправок в конституцию РФ, считая неправильным обеспечивать неприкосновенность человека, бывшего Президентом РФ, после оставления этой должности.
23 декабря 2020 года Иванов был единственным из депутатов Госдумы, который проголосовал против закона, который позволяет признавать «иностранными агентами» обычных граждан, занимающихся политикой — если они получают поддержку из-за рубежа, в том числе деньги или «организационно-методическую помощь». Согласно новому закону за нарушение отчётности им грозит до пяти лет колонии, при этом человек сам должен уведомить власти, что он — иностранный агент.

## Награды
- Благодарность Президента Российской Федерации (2009)[12]
- Благодарность Правительства Российской Федерации (2019)
- Медаль «100 лет со дня учреждения Государственной Думы в России»[13]